# Wanderlager
Ein Wanderlager betreibt, wer außerhalb seiner regulären Betriebsstätte aus Räumlichkeiten heraus Waren oder Dienstleistungen bzw. Reisen vertreibt bzw. Warenbestellungen entgegennimmt (Gaststätte, bspw. Kaffeefahrt). Wird auf diese Veranstaltung durch öffentliche Ankündigung hingewiesen (Zeitung, Plakatierung, Einladung an Personen, die mit dem Veranstalter nicht in Beziehung stehen), dürfen unentgeltliche Zuwendungen (Waren oder Leistungen) und Preisausschreiben, Verlosungen sowie Ausspielungen nicht angekündigt werden. 
Ein Wanderlager ist gemäß § 56a Gewerbeordnung (GewO) vier Wochen vorher bei der zuständigen Gewerbebehörde anzuzeigen, wenn auf die Veranstaltung durch öffentliche Ankündigung hingewiesen werden soll. Wer ein Wanderlager veranstaltet, muss im Besitz einer Reisegewerbekarte sein.